# 小行星27130
小行星27130（27130 Dipaola）是一颗绕太阳运转的小行星，为主小行星带小行星。该小行星于1998年12月8日发现。

## 轨道参数
小行星27130的轨道半长轴为2.5330226 UA，离心率为0.200。